# Crenshaw County
Crenshaw County je okres ve státě Alabama ve Spojených státech amerických. K roku 2010 zde žilo 13 906 obyvatel. Správním městem okresu je Luverne. Celková rozloha okresu činí 1 582 km².